# Clinus acuminatus
Clinus acuminatus is een straalvinnige vissensoort uit de familie van beschubde slijmvissen (Clinidae). De wetenschappelijke naam van de soort is voor het eerst geldig gepubliceerd in 1801 door Bloch & Schneider.